# Kminek zwyczajny
Kminek zwyczajny (Carum carvi L.) – gatunek rośliny dwuletniej z rodziny selerowatych (Apiaceae).

## Rozmieszczenie geograficzne
Naturalny zasięg występowania obejmuje znaczną część Eurazji. W Europie brak tego gatunku tylko na południowych krańcach kontynentu, a na Wyspach Brytyjskich i Islandii rośnie jako gatunek introdukowany. W Azji gatunek rośnie na niemal całym kontynencie z wyjątkiem Półwyspu Arabskiego, krajów Azji Południowo-Wschodniej, Półwyspu Koreańskiego i Japonii. Jako gatunek obcy rośnie poza tym w północnej Afryce oraz na rozległych obszarach w Ameryce Północnej.
W Polsce jest pospolity niemal na całym obszarze, nieco rzadziej rośnie w północno-zachodniej części kraju.

## Morfologia

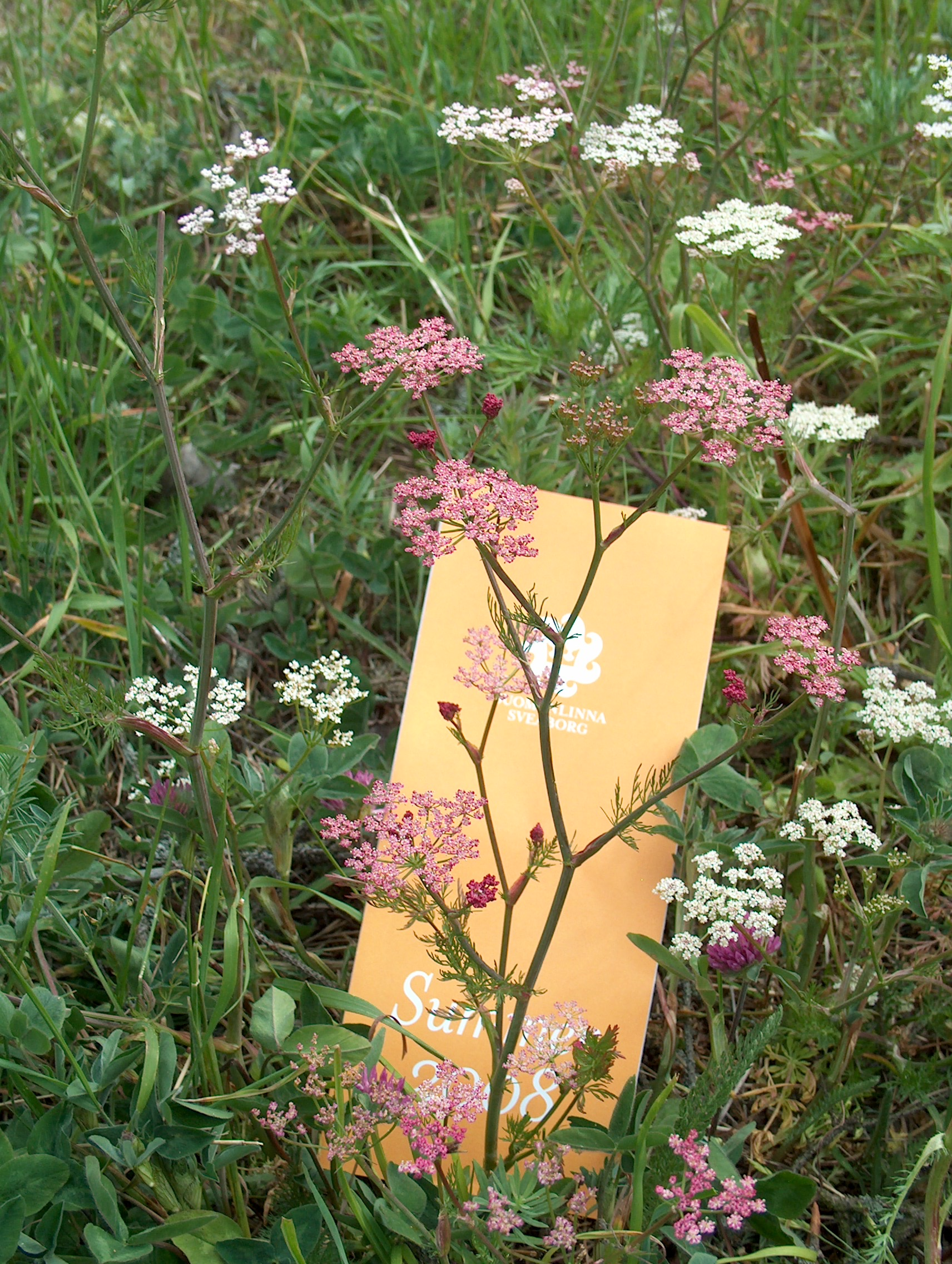
Pokrój, kwiatostany

PokrójNaga roślina zielna z mięsistym korzeniem, wrzecionowatym lub walcowatym, o zapachu podobnym do marchwi. Łodyga wzniesiona, bruzdowana, rozgałęziona w górnej części, osiąga od 20 do 100 cm.
LiścieLiście rozety i dolne łodygowe są długoogonkowe, górne – bezogonkowe, wszystkie z pochwiastą nasadą, przy czym pochwa górnych liści jest szeroko obłoniona i na górze wyciągnięta w dwa uszka. Blaszki liści są podwójnie- lub potrójnie pierzastodzielne, o równowąskich i zaostrzonych łatkach.
KwiatyDrobne, białe lub rzadziej różowe, zebrane w liczne baldachy złożone o 5–16 szypułach zakończonych licznokwiatowymi baldaszkami. Pokryw i pokrywek brak lub składają się co najwyżej z pojedynczych listków (do trzech maksymalnie). Płatki korony są odwrotnie jajowate do zaokrąglonych, w górnej części wycięte, z łatką zagiętą do wnętrza kwiatu. Płatki skierowane na zewnątrz baldaszka z reguły są nieco większe od pozostałych (osiągają do 1,5 mm długości).
OwoceRozłupnia, złożona z dwu rozłupek o długości 3–6 mm i szerokości do 1,5 mm. Owoce w stanie dojrzałym są brunatne z białawymi żebrami, łukowato wygięte.
Gatunki podobneOd innych roślin selerowatych o białych lub zaróżowionych kwiatach oraz silnie podzielonych liściach o wąskich łatkach różni się brakiem lub co najwyżej szczątkową obecnością pokryw i pokrywek.

## Biologia i ekologia
RozwójRoślina dwuletnia i bylina, hemikryptofit. W pierwszym roku rozwija się rozeta liści odziomkowych oraz gruby korzeń palowy. Roślina gromadzi w korzeniu substancje zapasowe. Jesienią, kiedy wchodzi w okres spoczynku, większość liści obumiera. Wczesną wiosną drugiego roku wyrastają liście odziomkowe, a następnie łodygi kwiatostanowe. Kwitnie od maja (rzadziej od kwietnia) do czerwca (rzadziej do lipca). Kwiaty zapylane są przez owady z różnych grup systematycznych.
Cechy fitochemiczne
Nasiona zawierają 3–7% olejku eterycznego. Głównymi składnikami olejku są: karwon (ok. 60%) oraz limonen (terpen), a także aldehyd kuminowy. Nasiona zawierają również flawonoidy, kwasy organiczne (w tym kwas kawowy), substancje azotowe (20%), cukry proste (3%), skrobię (4%), olej tłusty (12–20%), garbniki, żywice, woski.
Ekologia
W stanie dzikim rośnie na łąkach, pastwiskach, przydrożach, miedzach i trawnikach. W klasyfikacji zbiorowisk roślinnych gatunek charakterystyczny dla rzędu (O.) Arrhenathertalia.
Wymaga gleb żyznych, zasobnych w związki azotu, dość wilgotnych i przepuszczalnych.

## Nazewnictwo
Nazwy ludowe i zwyczajowe to: karolek, karulek, kmin polny, karolek pospolity, kinin, karulek pospolity, karba.

## Zastosowanie

### Roślina lecznicza

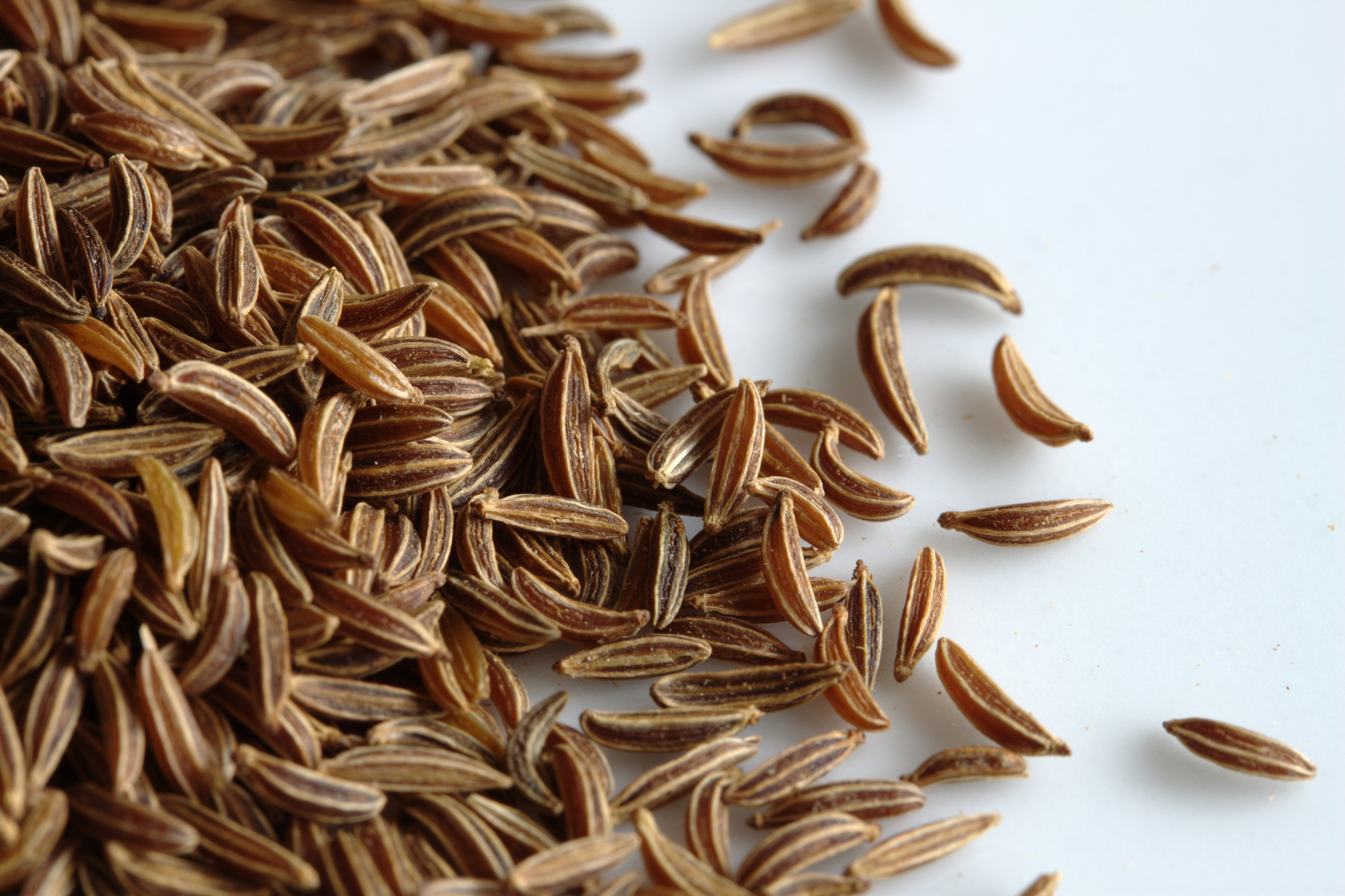
Nasiona kminku

Surowiec zielarskiOwoc kminku (Carvi fructus) – cała, wysuszona rozłupka, zawierająca nie mniej niż 30 ml/kg olejku kminkowego. Olejek jest przezroczystą, żółtawą cieczą o przyjemnym zapachu i lekko piekącym smaku.
DziałaniePrzeciwskurczowo w obrębie przewodu pokarmowego, poprawia trawienie, działa wiatropędnie, pobudza wydzielanie soku żołądkowego i laktację, działa bakteriobójczo.
ZastosowanieW spastycznych dolegliwościach żołądkowo-jelitowych, wzdęciach, kolce niemowlęcej (powyżej 6 miesiąca życia). Odwary stosuje się w zaburzeniach trawienia u dzieci i osób starszych, w przypadku braku łaknienia, w nadmiernej fermentacji, nudnościach oraz nieregularnych wypróżnieniach.

### Roślina przyprawowa
Nasiona, o aromatycznym zapachu i lekko piekącym, korzennym smaku, stanowią przyprawę do:
- sałatek, past;
- kapusty, pieczonych jabłek i sera;
- potraw smażonych lub zawierających dużą ilość tłuszczu: kotletów zbożowych, omletów;
- wypieków: chleba, paluszków i pasztecików;
- zup: grzybowej, ziemniaczanej, kapuśniaku.
- składnik wódek (kminkówka) i likierów (alasz).

### Roślina jadalna
Korzeń wykształcany w pierwszym roku wegetacji nadaje się do spożycia, może być np. gotowany i przyrządzany podobnie do korzenia marchwi.

## Uprawa
Najlepsze rejony do uprawy w Polsce to Żuławy i północna Polska. Wymaga żyznych, wilgotnych i ciepłych gleb. Uprawiany z siewu nasion do gruntu. Siew należy wykonać w okresie marzec – kwiecień, najpóźniej w czerwcu. Współrzędnie można wysiać rośliny jednoroczne (np. kolendrę, groch, czarnuszkę), których zbiór przeprowadza się w pierwszym roku. Zbiór kminku odbywa się w drugim roku, w pierwszej połowie lipca, kiedy zaczynają zmieniać kolor z zielonego na brązowy. Owoce zbiera się dojrzałe – czerwono-brunatne. Dojrzałe owoce bardzo łatwo się osypują, dlatego zbiór należy przeprowadzać wcześnie rano, gdy są jeszcze mokre. Plon owoców to średnio 2 t/ha. Kminek jest odporny na wymarzanie. Główni eksporterzy: Holandia, Węgry.
Historia uprawy
Kminek został znaleziony podczas wykopalisk z młodszej epoki kamiennej. Znany był już w starożytnym Egipcie, Grecji i Rzymie jako środek ułatwiający trawienie potraw z nasion roślin strączkowych. Według traktatu O sztuce kulinarnej Rzymianie stosowali go nie tylko jako przyprawę do bobu i grochu, ale także do sosów i mięs. Stosowany także szeroko w średniowiecznej Europie.